# Trema lamarckiana
Trema lamarckiana es una especie de arbusto de la familia Cannabaceae. Es originaria de las Indias Occidentales y Florida.

## Descripción
Es un arbusto o pequeño árbol que alcanza los 8 metros de altura. Tiene usualmente un solo tallo que está cubierto por una ligera corteza de color gris parduzca con lenticelas. Las hojas son pequeñas con peciolo de 8 a 10 mm de longitud. Las inflorescencia son axilares con flores verdosas. El fruto contiene una sola semilla.

## Ecología
De esta planta se alimentan las larvas de Diaethria clymena.

## Sinonimia
- Celtis lamarckiana Roem. & Schult.
- Sponia lamarckiana (Roem. & Schult.) Decne.
- Celtis lima Lam.
- Trema lima authors, not Blume

## Nombres comunes
- Castellano: cabrilla, memizo de majagua, capulí cimarrón.